# Marlierea mcvaughii
Marlierea mcvaughii är en myrtenväxtart som beskrevs av Bruce K. Holst. Marlierea mcvaughii ingår i släktet Marlierea och familjen myrtenväxter. Inga underarter finns listade i Catalogue of Life.